# Pjotr Nalič
Pjotr Andrejevič Nalič (rusky Пётр Андреевич Налич [ˈpʲɵtr ɐnˈdrʲejɪvʲɪtɕ ˈnɑlʲɪtɕ]IPA, * 30. dubna 1981 Moskva, Rusko) je ruský zpěvák a skladatel, který reprezentoval Rusko na Eurovision Song Contest 2010 v Oslu. Ve finále dne 29. května se umístili na 11. místě s písní "Lost and Forgotten".

## Biografie
Narodil se 30. dubna 1981 v ruské Moskvě. Jeho dědeček Zahid Nalić byl bosenský operní pěvec z Tuzly. Vystudoval moskevskou univerzitu architektury a poté hudbu na Orfei Studio v režii Iriny Mukhiny. Pracoval dva roky jako architekt. Má syna z prvního a dceru z druhého manželství.

## Kariéra

### Gitar
V Rusku si získal slávu v roce 2007, kdy vydal na YouTube klip k jeho písni "Gitar", kde si dělá legraci ze své lámavé angličtiny. Dodnes si klip zhlédlo více než 6 000 000 lidí. Následovali rozhovory a články v některých ruských novinách. Píseň "Gitar" je dále populární v Řecku, Německu a na Slovensku.

### Pjotr Nalič and Friends
Do roku 2007 napsal již asi 40 písní, které jsou k dispozici na jeho internetových stránkách zdarma. Fanoušci je archivují, a proto je lze stále nalézt na webu. S těmito písněmi vystoupil na svém prvním koncertě 9. listopadu 2007 v klubu Apšu (Апшу) v Moskvě.
Po úspěchu debutového koncertu, na který si mnoho lidí nebylo schopno zajistit předplatné vstupenek, byl zmiňován v článcích blogů a v novinách. Pjotr Nalič poté oslovil skupinu hudebníků, s nimiž uskutečnil další dva koncerty v zimě roku 2008 v klubu Ikra (Икра) v Moskvě. Vstupenky byly vyprodány několik měsíců před konáním akce.
Následně založená kapela nese jméno Музыкальный коллектив Петра Налича nebo jednodušeji МКПН.
V průběhu následujících dvou let, kromě Moskvy, na turné vystoupili v Sankt Petěrburgu, Jekatěrinburgu, Nižnim Novgorodě a v dalších velkých ruských městech. Kapela vydala své debutové album v roce 2008 a nese název Radosť Prostych Melodij (Радость простых мелодий). Také vydali DVD se záběry z koncertu v Moskvě - MKPN v B1 Maximum (МКПН в Б1 Maximum) a EP More (Море, česky Moře). V roce 2009 byla skupina jedním z headlinerů na festivale Sfinks v belgických Antverpách.

### Eurovision Song Contest 2010
Pjotr Nalič and Friends byli vybráni pomocí ruského národního kola, které vyhráli s 20,9 procenty hlasy a reprezentovali Rusko na Eurovision Song Contest 2010 v Oslu s písní "Lost and Forgotten".
Ve finále soutěže dne 29. května se umístili na 11. místě s 90 body.

## Hudební styl
Zpívá v ruštině, angličtině, italštině ("Santa Lucia"), francouzštině (píseň "Il pleut toujours", na EP More) a jazykem Buburi, který vymyslel.
Texty jeho písní jsou často vtipné a někdy jsou srovnávány s dětskými písněmi. Skupina také nazpívala coververze ruských romancí a kozáckých písní. Všechna alba a písně jsou zdarma k dispozici na oficiálních stránkách kapely. Pjotr Nalič v rozhovoru prohlásil, že nevydělávají prodejem alb, ale jen koncerty v Rusku.
Z důvodu vlastní propagace na internetu dne 17. září 2009 kapela vysílala akustický koncert z vlastního byty v přímém přenosu na RuTube (místní videohosting a web vysílající živě). Dne 30. října 2009 vysílali živě na RuTube skutečný koncert z Moskvy.

## Členové skupiny
- Pjotr Nalič – zpěv, kytara, klavír, akordeon
- Jura Kostenko – saxofon, flétna, klavír
- Sergej Sokolov – domra, kytara, zpěv
- Kostia Švetsov – kytara
- Dima Simonov – basová kytara
- Denis Marinkin – bubny

## Diskografie

### Studiová alba
- 2008 – Radosť prostych melodij (Радость простых мелодий, česky Radost jednoduchých melodií)
- 2010 – Vjesjolije Baburi (Весёлые Бабури)
- 2012 – Zolotaja rybka (Золотая рыбка)
- 2013 – Pjesni o ljubvi rodině (Песни о любви и родине)
- 2013 – Kuchnja (Кухня)

### Koncertní alba
- 2009 – Koncert MKPN v B1 Maximum (Концерт МКПН в Б1 Maximum)
- 2009 – Koncert MKPN na festivale Sfinks (Концерт МКПН на фестивале Sfinks)
- 2012 – Peter Nalitch and Friends: Live at Arena Club Moscow

### EP
- More (Море, česky Moře)

### Kompilační alba
- 2009 - Домашние зарисовки
- 2011 - Overseas (iTunes)

### Soundtracky
- 2008 - Он, она, его друг и Гаврила (Písně: Titles, Cakewalk, First meeting, She plays, Lonely, She plays again, U can teach me)

### Singly
- 2007: Сердце Поэта
- 2008: Гитар, Из ресторана
- 2009: Море (Písně: Море, Sticky lover, Il pleut toujours, Ты пленила меня красотой a Чмя)
- 2010: Lost, forgotten and fluffy blanket (Písně: Lost and Forgotten, Gitar, Dacha (verze z r. 2010), Overburdened, Baba Luba (verze z r. 2010), Sneaky Snake, Čmja (živě v Antverpách)
- 2011: Ты ищи меня во сне, Музыкана, Утки-индоутки
- 2012: Старый моряк

### Videoklipy
- 2007: Gitar
- 2008: Дача, Drops
- 2009: Из ресторана
- 2010: Море
- 2011: Чмя, Lost and Forgotten
- 2012: Золотая рыбка, Christmas
- 2013: Terra Paterna, Когда-нибудь, Ты встретил нас

## Filmografie a DVD
- 2010 - Музыкальный коллектив Петра Налича в Б1 MAXIMUM